# کلیسای گریگور مقدس، آنی
کلیسای گریگور مقدس (آنی) یا کلیسای آبوغامرنتس گریگور مقدس (به ارمنی Աբուղամրենց Սուրբ Գրիգոր եկեղեցի - به انگلیسی Church of the Abughamrents Saint Gregory)، کلیسایی است متعلق به ارمنیان که در حدود سال ۹۹۴ میلادی ساخته شده است. این کلیسا در آنی (شهر باستانی) نزدیکی شهر استان قارص در ترکیه، (ارمنستان غربی) می‌باشد.

## تاریخ
پرستشگاه این کلیسا در سال ۹۹۴ میلادی به دستور امیر گریگور پهلوونی برای خاندان پهلوونی بنا شده است؛ این خاندان نقش اساسی در پیشرفت شهر باستانی آنی داشتند. در سال ۱۰۴۰ میلادی نوه «آبوغمری» یعنی پسر گریگور پهلوونی، مرزبان «آبل غریب» در قسمت شمالی کلیسا دو مقبره برای خاندان آبوغمری به نام‌های (استپانوس مقدس و کریستاپور مقدس) درست می‌کند. کلیسا تا سده بیستم به کار خود ادامه داد اما پس از نسل‌کشی ارمنیان و عهدنامه مسکو (۱۹۲۱) و محول ساختن منطقهٔ قارص به ترکیه متروکه شد. در سال ۱۹۹۸ میلادی برای جستجوی گنج اقدام به تخریب کلیسا کردند؛ لذا تخریب‌های انجام شده باعث ویرانی کلیسا شد.

## نگارخانه

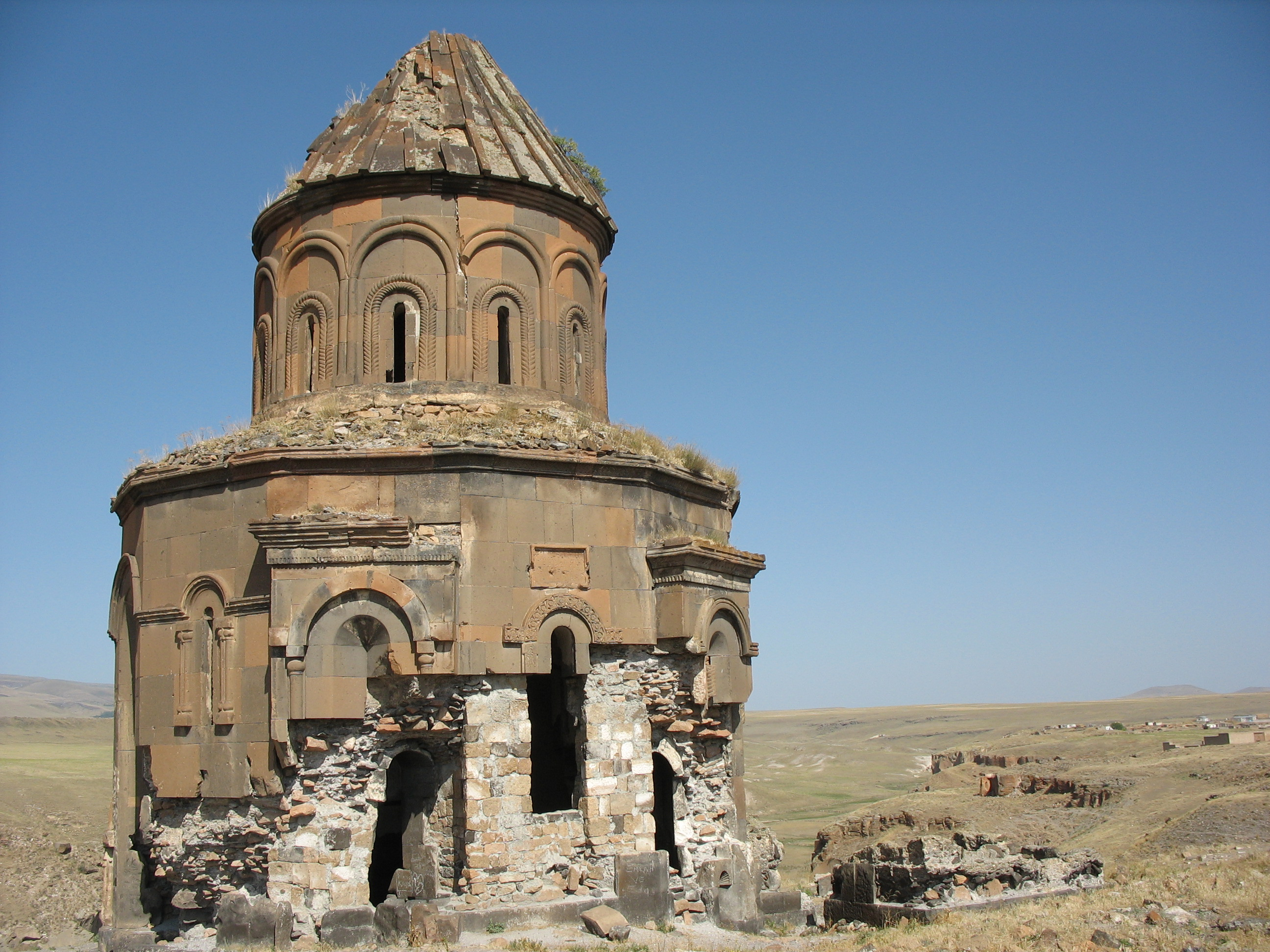
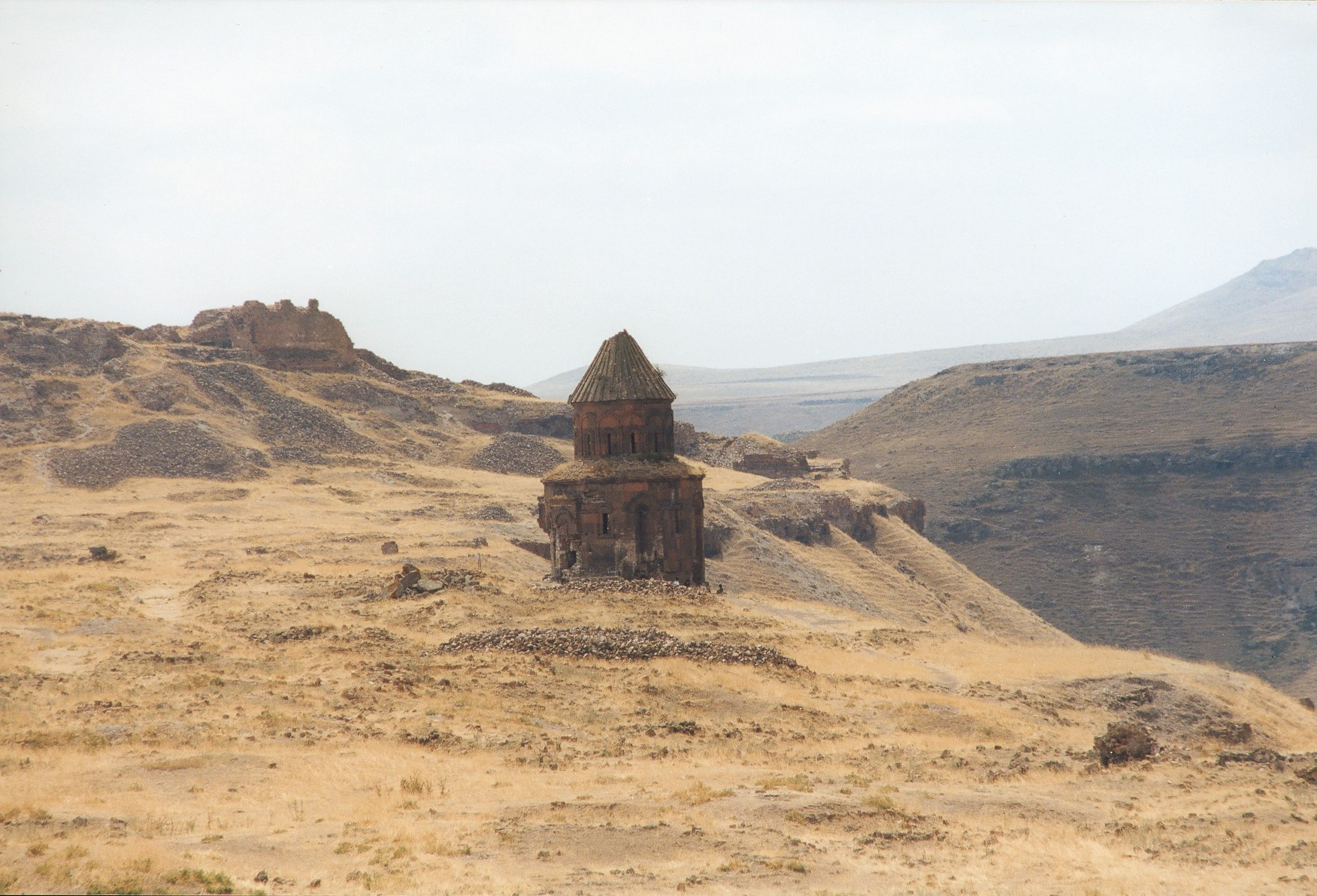
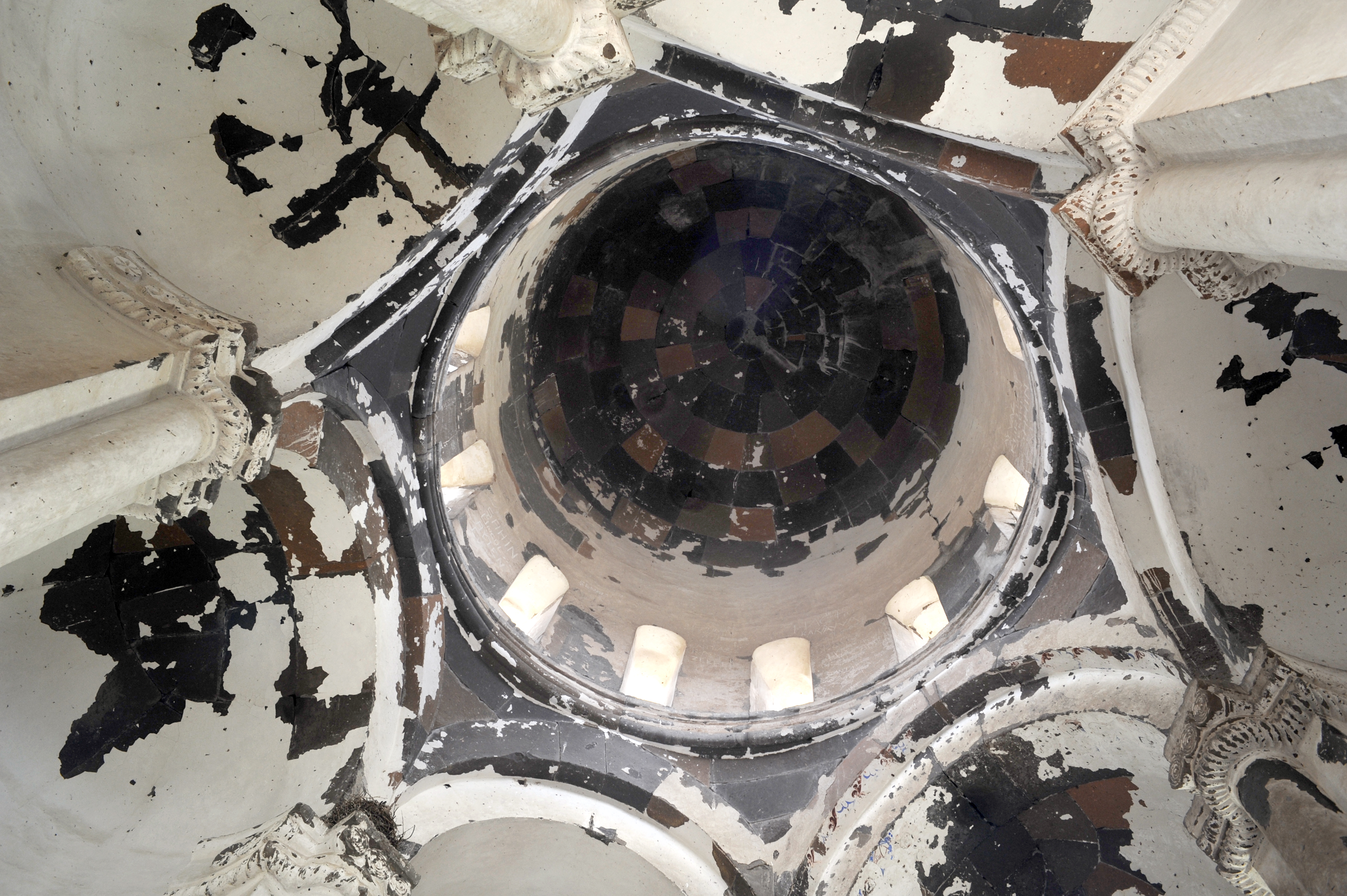